# Berenty (Atsimo-Andrefana)
Berenty is een plaats en commune in het zuiden van Madagaskar, behorend tot het district Ankazoabo, dat gelegen is in de regio Atsimo-Andrefana. Tijdens een volkstelling in 2001 telde de plaats 1.226 inwoners.
De plaats biedt alleen lager onderwijs en beperkt middelbaar onderwijs aan. 50% van de bevolking werkt als landbouwer en 49% houdt zich bezig met veeteelt. Het belangrijkste landbouwproduct is rijst; andere belangrijke producten zijn pinda's en maniok. Verder is 1% actief in de dienstensector.